# جناتوسور
جناتوسور (نام علمی: Gnathosaurus) نام یک سرده از راسته پتروسور است.